# Pretz-en-Argonne
 Pretz-en-Argonne  là một xã thuộc tỉnh Meuse trong vùng Grand Est đông nam nước Pháp. Xã này nằm ở khu vực có độ cao trung bình 232 mét trên mực nước biển.